# Vriendschapsheuvel (Letland)
De Vriendschapsheuvel (Russisch en Witrussisch: Курган Дружбы, Lets: Draudzības kurgāns) is een monument op het drielandenpunt van Rusland, Wit-Rusland en Letland. Het werd opgericht op 3 juli 1959 ter nagedachtenis aan de samenwerking van Russische, Wit-Russische en Letse partizanengroepen tijdens de Tweede Wereldoorlog.

## Geografie
Het herdenkingscomplex met haar verschillende architecturale structuren bevindt zich op het grondgebied van drie aangrenzende regio's: de Russische oblast Pskov, het Wit-Russische Po-ozerje en het Letse Letgallen.
De aangrenzende administratief-territoriale eenheden zijn Ludzas novads in Letland, het rajon Verchnedvinski  in de oblast Vitebsk in Wit-Rusland en het rajon Sebezjski van de oblast Pskov in Rusland. De grens tussen de landen loopt hier langs twee rivieren: de Russisch-Letse en Wit-Russisch-Letse langs de Zilupe, de Russisch-Wit-Russische langs de Neveritsa, een zijrivier van de Zilupe. Het drielandenpunt bevindt zich aan de monding van de Neveritsa.
De dichtstbijzijnde stad in Rusland, Sebezj,  ligt ongeveer 25 km ten noordoosten van de Vriendschapsheuvel. De Wit-Russische stedelijke nederzetting Osveja ligt 20 km ten zuiden van het monument. De Wit-Russische kant bevindt zich op het grondgebied van het Osvejski-reservaat van nationale betekenis. Ongeveer 800 m ten westen van het drielandenpunt bevindt zich het noordelijkste punt van Wit-Rusland, in een scherpe bocht van de Zilupe.

## Samenstelling
Het centrum van het monument is een kunstmatige heuvel (koergan) aan de Letse zijde van de grens, die hier gevormd wordt door het riviertje de Zilupe. Op de heuvel groeit de Eik van Vriendschap. De grond van de heuvel werd genomen uit de graven van partizanen en soldaten van de Tweede Wereldoorlog. Stenen trappen leiden naar de top van de heuvel, als voortzettingen van drie lanen: esdoorn van de kant van Rusland, linde van de kant van Letland en berk van de kant van Wit-Rusland. Elk van de drie trappen heeft sokkels voor vlaggenmasten. Op drie granieten platen staan inscripties in drie talen:
De heuvel van vriendschap werd opgericht op de kruising van de grenzen van de drie broederlijke republieken ter ere van de militaire vriendschap, tijdens de Grote Patriottische Oorlog verzegeld met bloed van Russische, Wit-Russische en Letse partizanen
Aan de Russische kant staat een marmeren monument voor de partizaan van de 4e Kalinin-brigade Maria Pynto. Op de plaquette staat de tekst: 
Hier, in de broederlijke partizanenregio, vocht de glorieuze dochter van het Sovjetvolk, secretaris van het Sebezj ondergrondse districtscomité van de Heel-Sovjet Leninistische Jonge Communistische Liga, Maria Pynto, moedig tegen de vijand. De dappere patriottische partizaan werd op 15 mei 1944 op brute wijze doodgemarteld door fascistische beulen. Eeuwige glorie aan de heldin!
Op Wit-Russische bodem bevindt zich een ster als monument voor de ondergrondse jongerenorganisatie van het dorp Prosjki. Het herdenkingshuis-museum "Droezjba" en de op 5 juli 1964 geopende nagebouwde ondergrondse partizanenschuilplaats vertellen over de partizanengeschiedenis van de drie volkeren.
Aan het einde van de lindenlaan, achter de brug over de Zilupe aan de Letse kant, staat een monument voor de Held van de Sovjet-Unie Imants Sudmalis in de vorm van een stuk ruw graniet op een voetstuk. Op de steen staat een gedenkplaat met zijn portret en de tekst: 
Hier, op 10 mei 1942, begon de glorieuze zoon van het Letse volk en Held van de Sovjet-Unie Imants Sudmalis zijn partizanenactiviteit.

## Geschiedenis
In dit gebied liepen verscheidene partizanenpaden. Detachementen uit verschillende republieken verenigden zich en het begin van de vorming van een partizanenregio werd gelegd. In 1942 besloeg de regio 10.000 km² met een bevolking van ongeveer 100.000 mensen.
Het herdenkingscomplex werd gebouwd ter nagedachtenis aan de samenwerking van volkeren tijdens de Tweede Wereldoorlog en werd plechtig geopend op 3 juli 1959 op de vijftiende verjaardag van de Vereniging van Partizanen van de broederlijke Baltisch-Slavische regio.
Elk jaar, op de eerste zondag van juli, kwamen Russen, Wit-Russen en Letten hier, om het verleden te herinneren en hulde aan de nagedachtenis van de gevallenen brengen. Het Vreugdevuur der Vriendschap, aangestoken door vertegenwoordigers van de drie landen, werd een vast onderdeel van het ritueel.
Op 8 juli 2019 vond de 60e verjaardagsbijeenkomst van vertegenwoordigers van de drie landen plaats.
Op 28 oktober 2022 werden aan Letse zijde de gedenkplaten aan de voet van de heuvel gesloopt. Kort daarop werd ook de voetgangersbrug over de Zilupe afgebroken.